# 방구의 무게
"방구의 무게"는 2017년에 제작한 대한민국의 영화이다.

## 캐스팅
- 한겸 : 슬기 역
- 류성록 : 민원 역
- 장준휘
- 박단비

## 같이 보기
- 2017년 대한민국의 영화 목록

## 수상
- 2017년 제18회 전주국제영화제 후보코리아 시네마스케이프 단편 (박단비)
- 2017년 제17회 정동진독립영화제 후보 섹션 2 (박단비)
- 2017년 제18회 대구단편영화제 후보 국내경쟁 (박단비)
- 2017년 제18회 전북독립영화제 후보 국내경쟁 (박단비)
- 2017년 제19회 대전독립영화제 후보 한국독립영화 현재 진행형 (박단비)
- 2017년 제11회 대단한 단편영화제 수상 관객상 제목상, 대단한 감독상 (박단비)
- 2017년 제4회 사람사는세상영화제 후보 포커스 한국단편 (박단비)
- 2018년 제18회 서울국제대안영상페스티벌 후보 한국구애전 (박단비)